# Stenskär (vid Berghamn, Nagu)
För andra betydelser, se Stenskär (olika betydelser).
Stenskär är en ö nära Boskär i Nagu,  Finland.   Den ligger i Pargas stad i den ekonomiska regionen  Åboland  och landskapet Egentliga Finland. Ön ligger omkring 4 kilometer nordost om Boskär, omkring 17 kilometer söder om Nagu kyrka,  51 kilometer sydväst om Åbo och 170 km väster om Helsingfors. Närmaste allmänna förbindelse är förbindelsebryggan vid Nagu Berghamn som trafikeras av M/S Eivor och M/S Cheri. Arean är 0,30 kvadratkilometer.
Terrängen på Stenskär är mycket platt. Öns högsta punkt är 25 meter över havet. Den sträcker sig 0,6 kilometer i nord-sydlig riktning, och 0,9 kilometer i öst-västlig riktning.